# Татищев, Дмитрий Александрович
Дми́трий Алекса́ндрович Тати́щев (18 (30) октября 1824, Москва — 1878, Париж) — генерал-майор (1864), командир гусарского Александрийского (с 1861), лейб-гвардии Гродненского гусарского (1863—1865) и лейб-гвардии Гусарского полков (1865—1867). Художник-любитель.

## Биография
Из юрьевской линии рода Татищевых, получившей своё название по имени старшего сына воеводы Степана Лазаревича Татищева. Сын пензенского помещика Александра Александровича Татищева и Анны Дмитриевны, урождённой Полевой. Братья и сёстры: Александр, Леонид, Николай (22.04.1826—06.05.1826), Елена (13.11.1828), Юрий, Дарья.

### Военная служба
Образование получил в школе гвардейских подпрапорщиков и кавалерийских юнкеров. 2 августа 1843 года произведён из унтер-офицеров школы в корнеты лейб-гвардии Гусарского полка. Поручик (6 декабря 1845), штабс-ротмистр (6 декабря 1846). С 25 мая по 26 октября 1849 года по случаю военной операции в Венгрии участвовал в походе к западным рубежам империи. С 18 апреля 1850 года — командующий 2 эскадроном. Ротмистр (23 апреля 1850). 7 ноября 1851 года утверждён командиром 2 эскадрона.
С 16 апреля по 1 сентября 1854 года находился в составе Петергофского отряда, обеспечивавшего оборону берегов Балтийского моря. Полковник (15 апреля 1856). 26 июля 1858 года назначен командующим, а с 11 января 1859 года утверждён командиром эскадрона Его Величества.
28 сентября 1861 года Татищев был назначен командиром Вознесенского Уланского его Высочества принца Александра Гессенского полка, но в командование им не вступил. 14 ноября того же года назначен командиром Александрийского Гусарского Его Императорского Высочества Великого Князя Николая Николаевича Старшего полка. С 5 января 1863 по 1 мая 1864 находился в составе войск, направленных для усмирения восстания в Царстве Польском.
С 5 октября 1863 года — командующий лейб-гвардии Гродненским гусарским полком. 19 апреля 1864 года — генерал-майор с утверждением командиром полка. 6 января 1865 года — командир лейб-гвардии Гусарского Его Величества полка. В 1868 году художник М. Зичи создал «Серию портретов шефов и командиров лейб-гвардии Гусарского полка», которая включала 16 акварелей и 6 фотографий и стала подарком к 50-летнему юбилею императора Александра II как шефа полка. Среди изображённых был портрет и Д. А. Татищева.
С 15 октября 1867 — младший, а с 30 октября — старший помощник начальника 2-й кавалерийской дивизии. 15 ноября 1867 года по домашним обстоятельствам уволен от службы с мундиром.
По отзыву А. П. Боголюбова, Татищев «был богатырь — командовал когда-то лейб-гусарским полком и был блестящим офицером, про которого когда-то императрица Евгения сказала: „Voilà un homme.“ Имея состояние, Татищев был вполне гостеприимен и радушен со своими друзьями.»

### Жизнь во Франции
Выйдя в отставку, Татищев поселился в Париже, где занялся живописью. Здесь он сблизился с группой художников. Боголюбов вспоминал: «Вступив в 1874 год, я нашёл в Париже целую плеяду наших молодых и весьма даровитых художников. Пенсионерами Академии были господа Репин, Поленов. А. К. Беггров был прислан ко мне учиться Морским министерством. Были ещё господа Савицкий, Леман, Харламов-пенсионер, Шиндлер, Дмитриев, назвавший себя Оренбургским только для того, чтобы его отличали от Кавказского. После прибыл Васнецов, пенсионер Ковалевский и из Рима — Антокольский, художники-архитекторы Лавеццари, Громме, Князев (любитель), художники Добровольский, Егоров, Ропет. Проживал также, учась у Жерома, В. В. Верещагин. Со мной он тогда ещё был знаком. И вскоре появился талантливый И. П. Похитонов. Центром сборища всей этой публики были генерал Дмитрий Александрович Татищев и я. К Татищеву ходили обыкновенно завтракать по воскресеньям, а у меня бывали „вторники“. …Мои вечера отличались от татищевских сходок простотою и весёлостью.» В. М. Васнецов 23 марта 1877 года писал И. Н. Крамскому: «Вчера у Татищева обедали все двенадцать русских художников со включением и Бриджмена — американца! Я, упившись не в меру красным вином, накричал разных разностей за Россию….»

Сам Татищев с молодости увлекался рисованием. Основным мотивом его работ были лошади и охота. А. П. Боголюбов в «Записках моряка-художника. 1870—1874.» писал:
Ещё с молодости в школе Н. Е. Сверчкова, прожившего чуть ли не всю жизнь в Царском Селе, он малевал лошадей, тройки, зимние охоты, собак гончих и пр. и пр. Картины его, конечно, проходились приятелями, но всё-таки проникали в Салон, и надо было видеть нашего добряка-гусара, как он был доволен и как судил и рядил о всех товарищах, старых и молодых.
Дмитрий Александрович Татищев скончался от болезни сердца 24 февраля 1878 года в Париже и был похоронен в Новоиерусалимском монастыре в Воскресенске Московской губернии.

## Личная жизнь
Женат Дмитрий Татищев не был, но от француженки Роз-Анатали Аленкан имел незаконнорождённого сына Жоржа-Эммануэля Татищева, родившегося 10 декабря 1875 года. Татищев обратился в префектуру Парижа с заявлением о признании его, согласно французскому законодательству, отцом Жоржа-Эммануэля, не указав имени матери, и получил соответствующий акт. По инициативе Татищева и на основании этого акта мальчик был крещён по православному чину 26 декабря 1877 года в парижском Соборе Александра Невского, при этом в метрической книге было указано имя Георгий.
Старший брат Дмитрия Александровича, по воспоминаниям современников, не пожелал принять в семью сына от некой «циркачки.» Сын Жоржа-Эммануэля и Клер ван Хуф — французский сценарист, актёр и режиссёр Жак Тати́ (фр. Jacques Tati, настоящее имя Яков Тати́щев; 1907—1982).

## Награды
- орден Святой Анны 3-й степени (06.12.1849);
- Высочайшее благоволение (19.02.1855 при вступлении на престол императора Александра II);
- орден Святого Станислава 2 степени (26.08.1856);
- императорская корона к ордену (30.08.1858);
- орден Святой Анны 2-й степени (30.08.1860);
- императорская корона к ордену (1863);
- орден Святого Владимира 3-й степени (1866);
- Медаль «В память войны 1853—1856» (26.08.1856);
- Медаль «За усмирение польского мятежа».